# Hyphydrus odiosus
Hyphydrus odiosus är en skalbaggsart som beskrevs av Guignot 1952. Hyphydrus odiosus ingår i släktet Hyphydrus och familjen dykare. Inga underarter finns listade i Catalogue of Life.